# Rainer Trüby

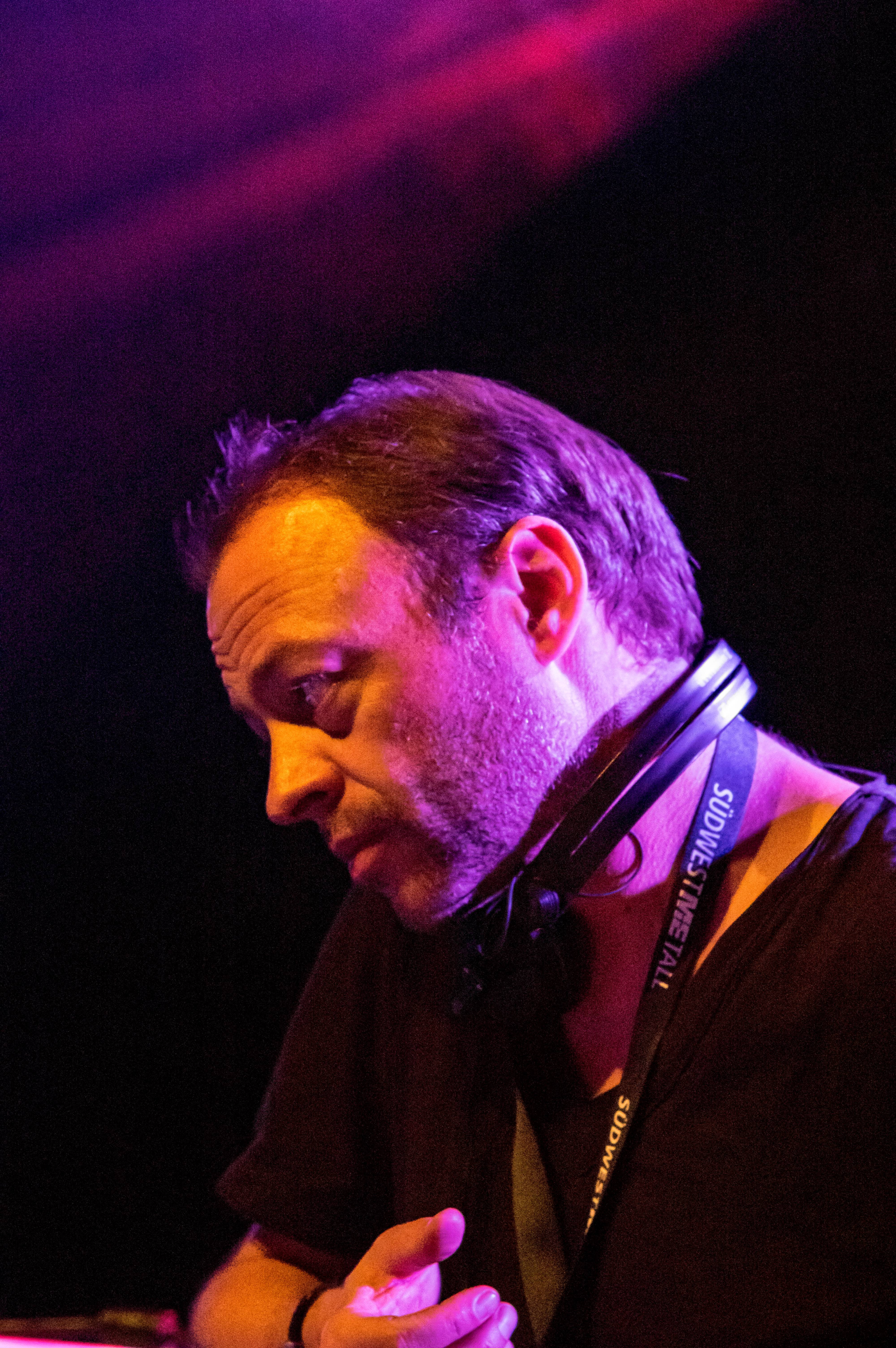
Rainer Trüby auf dem ZMF 2015 in Freiburg

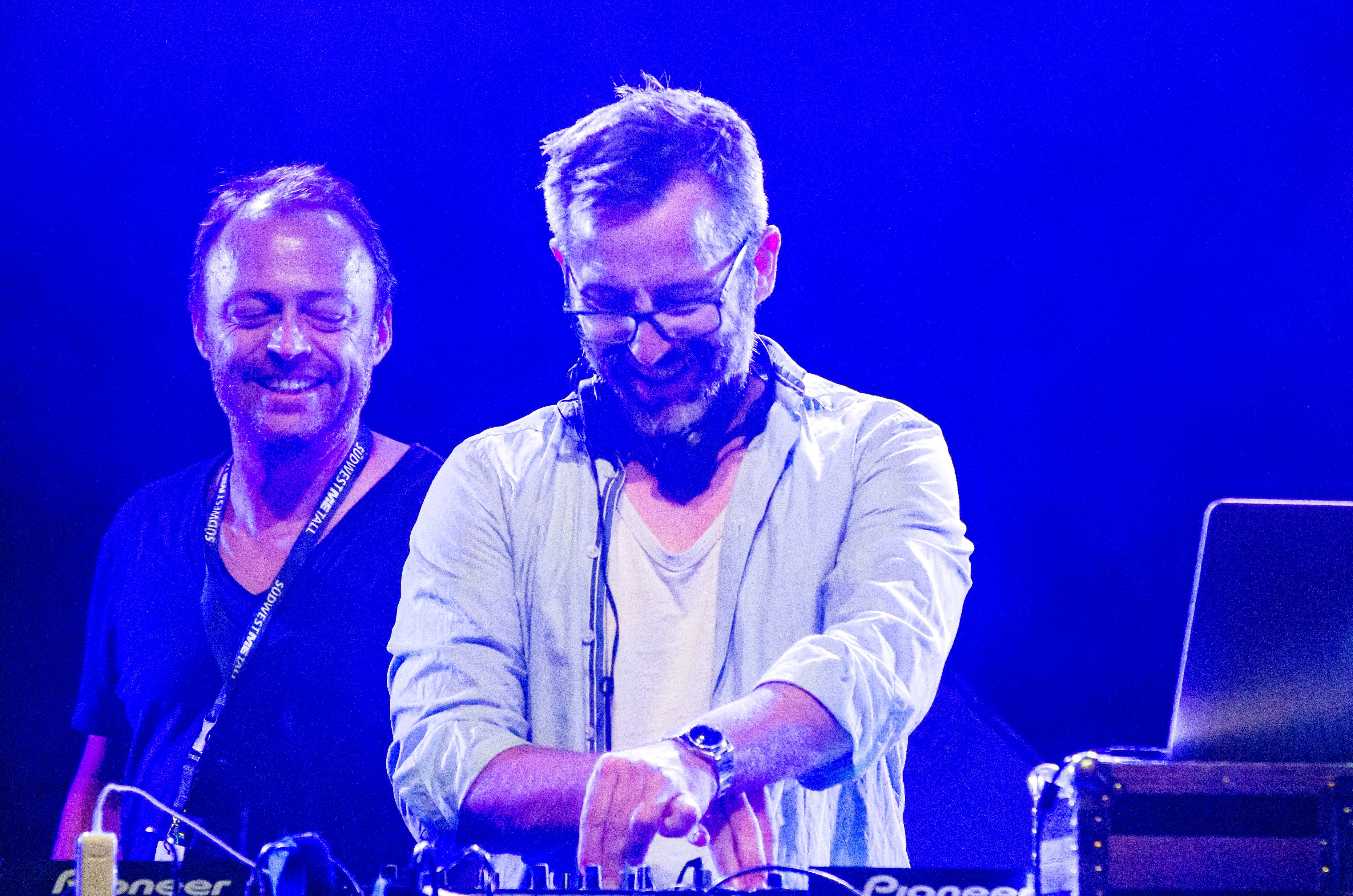
Alexander Barck und Rainer Trüby beim Root Down Special auf dem ZMF 2015 in Freiburg

Rainer Trüby ist ein deutscher Nu Jazz-DJ und Musikproduzent.
Als Rainer Trüby zu Beginn der 1990er Jahre auf einem Markt in London nach Hip-Hop-Vinyl stöberte, fand er einen Stand günstiger Jazz- und Soul-Platten aus den 1970er Jahren. Darunter fand er auch eine Scheibe mit einer Sequenz, die von den Jungle Brothers gesampelt und weiterverwendet worden war. Das weckte das Interesse von Trüby und er begann, Veröffentlichungen aus dieser Zeit zu sammeln.
Zurück in Stuttgart arbeitete er als DJ im On You-Club, in dem auch Michi Beck (Mitglied von die Fantastischen Vier) regelmäßig auftrat. Trüby spielte der damals noch ziemlich unbekannten Hip-Hop-Gruppe ein Stück von Asha Puthli vor und brachte sie so auf das Sample für Die da. Auch beim Sample für Tag am Meer von This is the the lost Generation von The Lost Generation war es Trüby, der die Fantastischen Vier auf das Stück aufmerksam machte.    
Rainer Trüby zog nach Freiburg im Breisgau um. Dort lernte er Bernd Kunz kennen, mit dem er als A Forest Mighty Black begann, Musik zu produzieren. Die erste Single erschien 1994.
In den folgenden Jahren etablierte sich Trüby mehr und mehr als Musikproduzent, DJ und auch als Musikkenner mit einer guten Hand für die Auswahl von Songs für Compilations. Die von ihm zusammengestellten Sampler für Plattenlabels wie Talkin' Loud, Compost Records (Glücklich-Reihe) und Nuphonic erhielten gute Resonanz und erreichten verhältnismäßig hohe Verkaufszahlen. Auch als Remixer machte er sich in der Szene einen Namen und interpretierte Songs von Tab Two, Turntablerocker, Nitin Sawhney und Frederic Galliano.
Als sich A Forest Mighty Black trennte, kam Trüby mit Roland Appel und Christian Prommer (Fauna Flash) zusammen und gründete mit ihnen das Trüby Trio. 2001 erhielten sie von Studio K7 den Auftrag für eine DJ-Kicks-Mix-CD. Zwei Jahre später erschien auf Compost das offizielle Trüby-Trio-Debüt Elevator Music.

## Diskografie
- Dj Kicks (2001)
- Elevator Music (2003)
- Alegre 2004 (2004)
- Retreated (2004)